# Prinzregentenstraße 13 (Bad Kissingen)

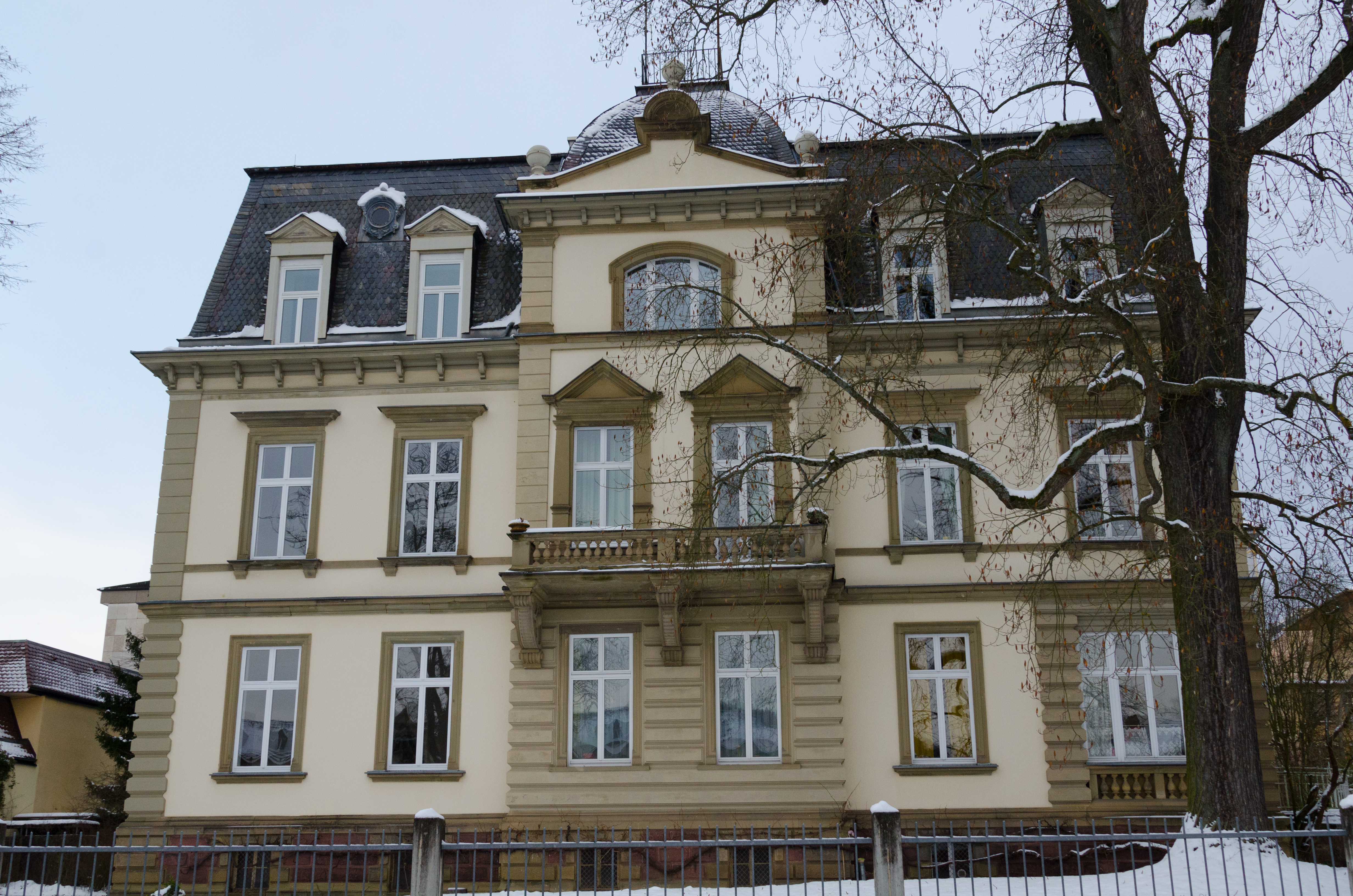
Prinzregentenstraße 13 in Bad Kissingen

Die Kurvilla Prinzregentenstraße 13 in Bad Kissingen, der Großen Kreisstadt des unterfränkischen Landkreises Bad Kissingen, gehört zu den Bad Kissinger Baudenkmälern und ist unter der Nummer D-6-72-114-79 in der Bayerischen Denkmalliste registriert.

## Geschichte
Die Kurvilla wurde um 1885 beziehungsweise um 1890 im Stil der Neorenaissance errichtet. Bei dem Anwesen handelt es sich um einen zweigeschossigen Mansarddachbau mit kuppelüberdachtem Mittelrisalit. Das Kuppeldach des Mittelrisalits sowie das hohe Mansardgeschoss mit Oculi sind zwei in der Gesamtwirkung dieser Kurvilla auffallende französische Dachmotive.
Zu dem Anwesen gehört ein Jugendstilbrunnen, der zuvor zu einer Maifestwiese am Ballinghain im heutigen Bad Kissinger Stadtteil Reiterswiesen am Standort des heutigen St.-Elisabeth-Krankenhauses gehörte.